# Abdisho V. Khayat

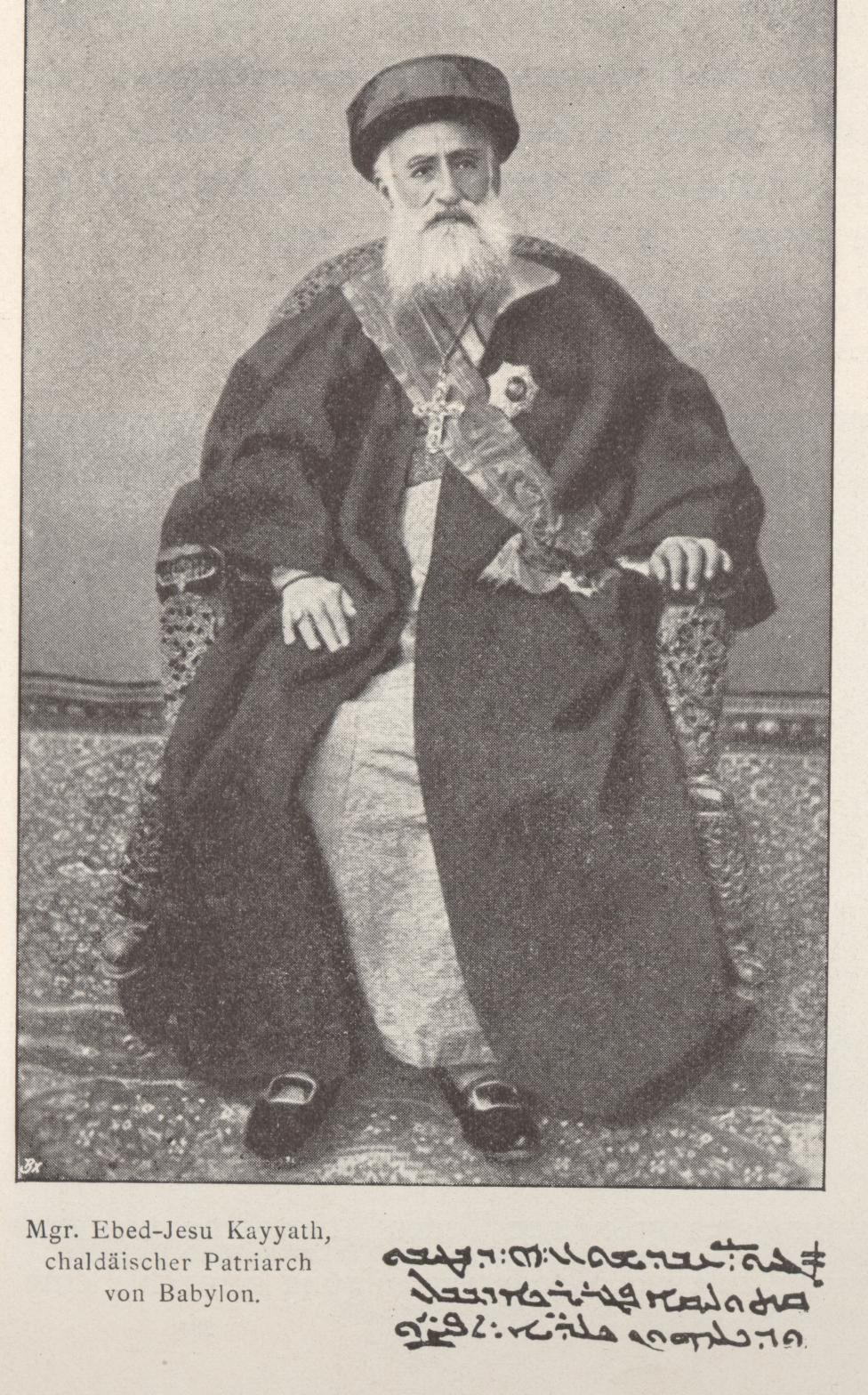
Patriarch Abdisho V. Khayat, Foto mit eigener bischöflicher Unterschrift

Abdisho V. Khayat (* 15. Oktober 1827 in Mosul; † 6. November 1899) mit bürgerlichem Namen Georges Ebed-Iesu Khayyat oder Abdisho Giwargis Hayyat war von 1894 bis 1899 Patriarch von Babylon der Chaldäer, in der Chaldäisch-Katholischen Kirche galt er auch als syrischer Gelehrter.
Abdisho Khayat gilt als Verfasser der Mosul-Ausgabe der Syrischen Bibel (Altes Testament) „Peshitta“. Er studierte am Kolleg der Propagandakongregation in Rom und empfing 1855 die Priesterweihe. Der chaldäische Patriarch Joseph VI. Audo spendete ihm am 28. März 1860 die Bischofsweihe, Abdisho Khayat wurde Bischof von Amadiyah. Von 1863 bis 1870 war er Patriarchalvikar von Mosul und von 1879 bis 1894 Metropolit und Erzbischof von Amida (heute: Diyarbakır). Am 28. Oktober 1894 übernahm er bis zu seinem Tode am 6. November 1899 das Patriarchat von Babylon. Er war insgesamt 39 Jahre als Bischof tätig.
Sein Grab fand er in der Mater Dolorosa-Kirche zu Bagdad.